# Danshoku Dino
Akiru Miyashita (宮下昭, Miyashita Akiru), né le 18 mai 1977 à Setoda (en), maintenant Onomichi, est un catcheur japonais, qui travaille actuellement à la Dramatic Dream Team sous le nom de Danshoku Dino.

## Carrière

### Dramatic Dream Team
Le 29 novembre, lui, Hikaru Sato et Masa Takanashi battent The Italian Four Horsemen (Antonio Honda, Francesco Togo et Piza Michinoku) et remportent les UWA World Trios Championship, devenant les premiers catcheurs de la Dramatic Dream Team à remporter les ceintures. Le 24 janvier 2010, ils perdent les titres contre Tokyo Gurentai (Fujita, Mazada et Nosawa Rongai). 
Le 25 août, il bat Kenny Omega dans un T-back Table Match et remporte le DDT Extreme Division Championship pour la cinquième fois.
Le 29 avril, lui, Makoto Oishi et Yoshihiko perdent contre Daisuke Sasaki, Kenny Omega et Kōta Ibushi et ne remportent pas les KO-D Six Man Tag Team Championship,,.
Le 3 janvier 2016, lui, Kenso et Super Sasadango Machine battent T2Hide (Kazuki Hirata, Sanshiro Takagi et Toru Owashi) dans un Scramble Bunkhouse Locker Coffin Anywhere Death Match et remportent les KO-D Six Man Tag Team Championship.
Le 29 avril, lui et Yoshihiro Takayama battent Yukio Sakaguchi et Masakatsu Funaki et remportent les KO-D Tag Team Championship.

## Palmarès
- Dramatic Dream Team
  - 8 fois DDT Extreme Division Championship
  - 22 fois Ironman Heavymetalweight Championship
  - 4 fois KO-D 6-Man Tag Team Championship avec Kensuke Sasaki et Makoto Oishi (1), Aja Kong et Makoto Oishi (1), Ken Ohka et Super Sasadango Machine (1), et Kenso et Super Sasadango Machine (1)
  - 1 fois KO-D 10-Man Tag Team Championship avec AUSKA, Mizuki, Trans-Am★Hiroshi et Yuki Iino (actuel)
  - 2 fois KO-D Openweight Championship
  - 3 fois KO-D Tag Team Championship avec Glenn Spectre (1), Kōta Ibushi (1), et Yoshihiro Takayama (1)
  - 1 fois UWA World Trios Championship avec Hikaru Sato et Masa Takanashi
  - 1 fois DJ Nira World and All Time High Championship (actuel)
  - 1 fois DJ Nira World and History's Strongest Championship (actuel)
  - 2 fois GAY World Anal Championship (actuel)
  - 1 fois Greater China Unified Sichuan Openweight Championship (actuel)
  - 1 fois IMGP World Heavyweight Championship
  - 1 fois J.E.T. World Jet Championship (actuel)
  - 1 fois Omori Yume Fair World Omori Championship
  - 1 fois Umemura PC Juku Copy & Paste Championship (actuel)
  - 1 fois World Mid Breath Championship (actuel)
  - DDT48 (2010, 2013)

## Récompenses des magazines
- Pro Wrestling Illustrated

| Année | 2007 |
| ----- | ---- |
| Rang  | 367  |